# Церква Святого Івана Богослова (Курилівка)
Церква Святого Івана Богослова — дерев'яна церква, що розташовувалася у селі Курилівка Куп'янського району. Церква вважалася одним з найдавніших дерев'яних храмів Харківщини, хоча серед дослідників немає єдиного погляду щодо року її заснування та побудови. Згоріла у вересні 2022 року внаслідок обстрілу села росіянами під час визволення Харківської області від російських загарбників.